# 白根テレビ中継放送所
白根テレビ中継放送所（しらねテレビちゅうけいほうそうしょ、白根中継局）は、神奈川県横浜市旭区に置かれていたNHK単独のテレビ中継局。

## 中継局概要

### 地上アナログテレビジョン放送送信設備
| 放送局名          | チャンネル | 空中線電力           | ERP                | 放送対象地域 | 放送区域内世帯数 | 偏波面   |
| NHK東京教育テレビ | 36ch       | 映像500mW /音声125mW | 映像3.7W /音声930W | 全国         | 711世帯          | 垂直偏波 |
| NHK東京総合テレビ | 45ch       | 映像500mW /音声125mW | 映像3.6W /音声910W | 関東広域圏   | 711世帯          | 垂直偏波 |

- 置局住所： 横浜市旭区鶴ヶ峰本町1087番地（鶴ヶ峰浄水場内）

## その他
- デジタル化は非該当のため、2011年7月24日の停波を以って廃局となった。